# Robert Hill
Robert Hill (New Milverton, Leamington Spa, Inglaterra; 2 de abril de 1899-Cambridge, 15 de marzo de 1991), conocido también como Robin Hill, fue un bioquímico británico especializado en plantas que en 1939 demostró la la reacción que lleva su nombre de fotosíntesis probando la generación de oxígeno durante la fase luminosa de la misma. También hizo significativas contribuciones al desarrollo del Esquema Z de fotosíntesis.
Hill nació en New Milverton a las afueras de Leamington Spa, Warwickshire. Estudió en el Bedales School, donde se interesó en la biología y la astronomía (publicó un artículo sobre manchas solares en 1917) y en el Emmanuel College, Cambridge, donde estudió Ciencias Naturales, especializándose en Química. Durante la Primera Guerra Mundial sirvió en el Departamento Antigás de los Royal Engineers.
En 1922 se unió al Departamento de Bioquímica de Cambridge donde investigó sobre la hemoglobina. Publicó varios artículos sobre el tema y en 1926 empezó a trabajar con David Kellin sobre como el grupo hemo contenía la proteína citocromo c. En 1932 comenzó a trabajar en la bioquímica vegetal, centrándose en la fotosíntesis y en la creación de oxígeno en los cloroplastos, lo que condujo al descubrimiento de la «Reacción de Hill».
Desde 1943 el trabajo de Hill estuvo financiado por el Consejo de Investigaciones Agrícolas (Agricultural Research Council o ARC), aunque siguió trabajando en el Departamento de Bioquímica de Cambridge. Fue elegido miembro de la Royal Society en 1946 y recibió varias distinciones por su trabajo en la fotosíntesis. Trabajando con Fay Bendall hizo su segunda gran contribución en el tema cuando en 1960 descubrieron el «Esquema Z» de transporte de electrones. Ganó por elloo la Medalla Royal en 1963 y la Medalla Copley en 1987.
Hill se retiró del ARC en 1966 aunque continuó con sus investigaciones en Cambridge hasta su muerte en 1991. En sus últimos años, Hill trabajó en la aplicación de la Segunda Ley de la Termodinámica en la fotosíntesis.
Era un experto en tintes naturales y cultivaba plantas como Rubia y yerba pasta de cuyos pigmentos hacía pinturas a acuarela. En la década de 1920 desarrolló una cámara para tomar imágenes de firmamento y grabar patrones de nubes en tres dimensiones.
El Instituto Robert Hill (Robert Hill Institute) de la Universidad de Sheffield, en la que le fue dado un doctorado honorario en 1990, le debe su nombre.

## Publicaciones clave
- Hill, R., 1937. Oxygen evolution by isolated chloroplasts. Nature 139 S. 881-882
- Hill, R. 1939. Oxygen produced by isolated chloroplasts. Proc R SocLondon Ser B 127: 192–210
- Hill, R. and Whittingham, C.P. 1953. Photosynthesis. Methuen, London
- Hill, R. and Bendall, F. 1960. Function of the 2 cytochrome components in chloroplasts- working hypothesis. Nature 186 (4719): 136-137 1960